# José da Penha
José da Penha est une municipalité brésilienne située dans l'État du Rio Grande do Norte.